# سامبا کامارا
سامبا کامارا (انگلیسی: Samba Camara؛ زادهٔ ۱۴ نوامبر ۱۹۹۲) بازیکن فوتبال اهل فرانسه است.
از باشگاه‌هایی که در آن بازی کرده‌است می‌توان به باشگاه فوتبال سیواس‌اسپور و باشگاه فوتبال لو آور اشاره کرد.
وی همچنین در تیم ملی فوتبال مالی بازی کرده‌است.